# Múscul elevador de l'angle de la boca
El múscul elevador de l'angle de la boca (musculus levator anguli oris) o múscul caní, és un múscul de la cara, situat a la fossa canina de la maxil·lar superior; és petit i en forma de quadrilàter. Des de la fossa canina s'estén a la comissura dels llavis.
S'insereix per dalt, a la fossa canina sota el forat infraorbitari, per sota, a la pell i mucosa de les comissures labials.
La seva cara superficial es relaciona amb l'elevador propi del llavi superior, amb els nervis i vasos suborbitaris i amb la pell. La seva cara profunda cobreix part del maxil·lar superior.
Està innervat pel nervi facial.
La seva acció principal és aixecar la comissura dels llavis.

## Imatges

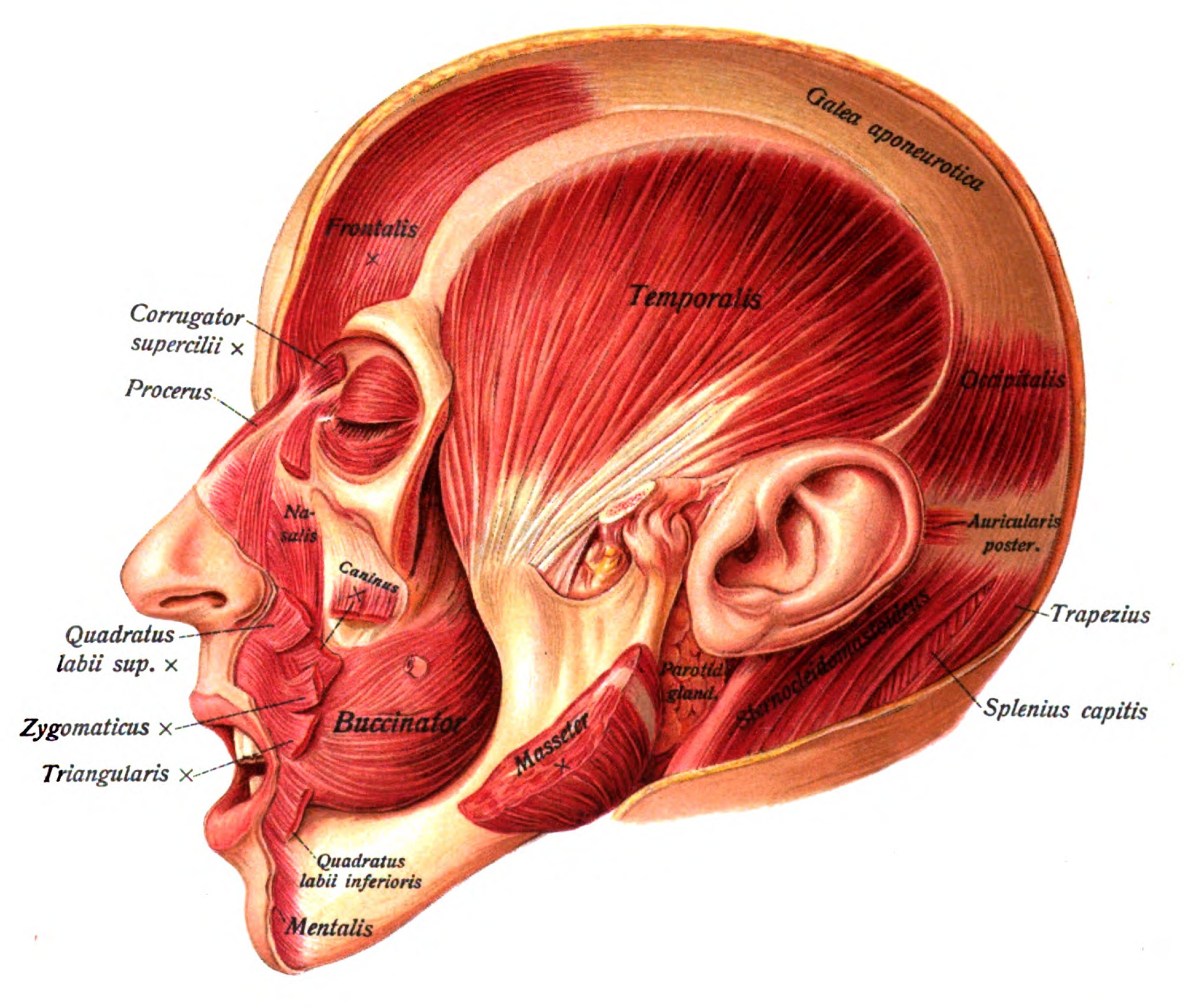
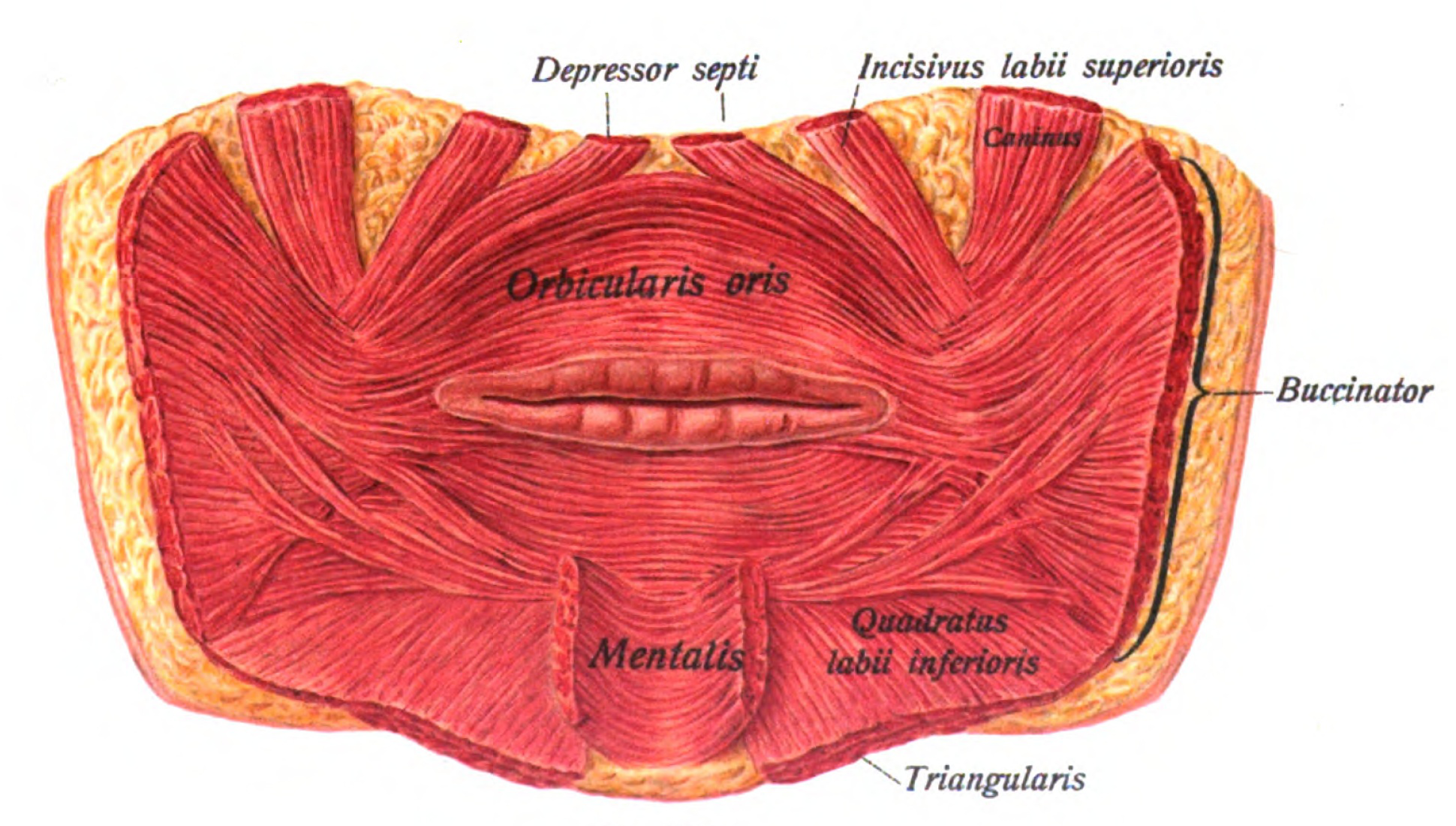
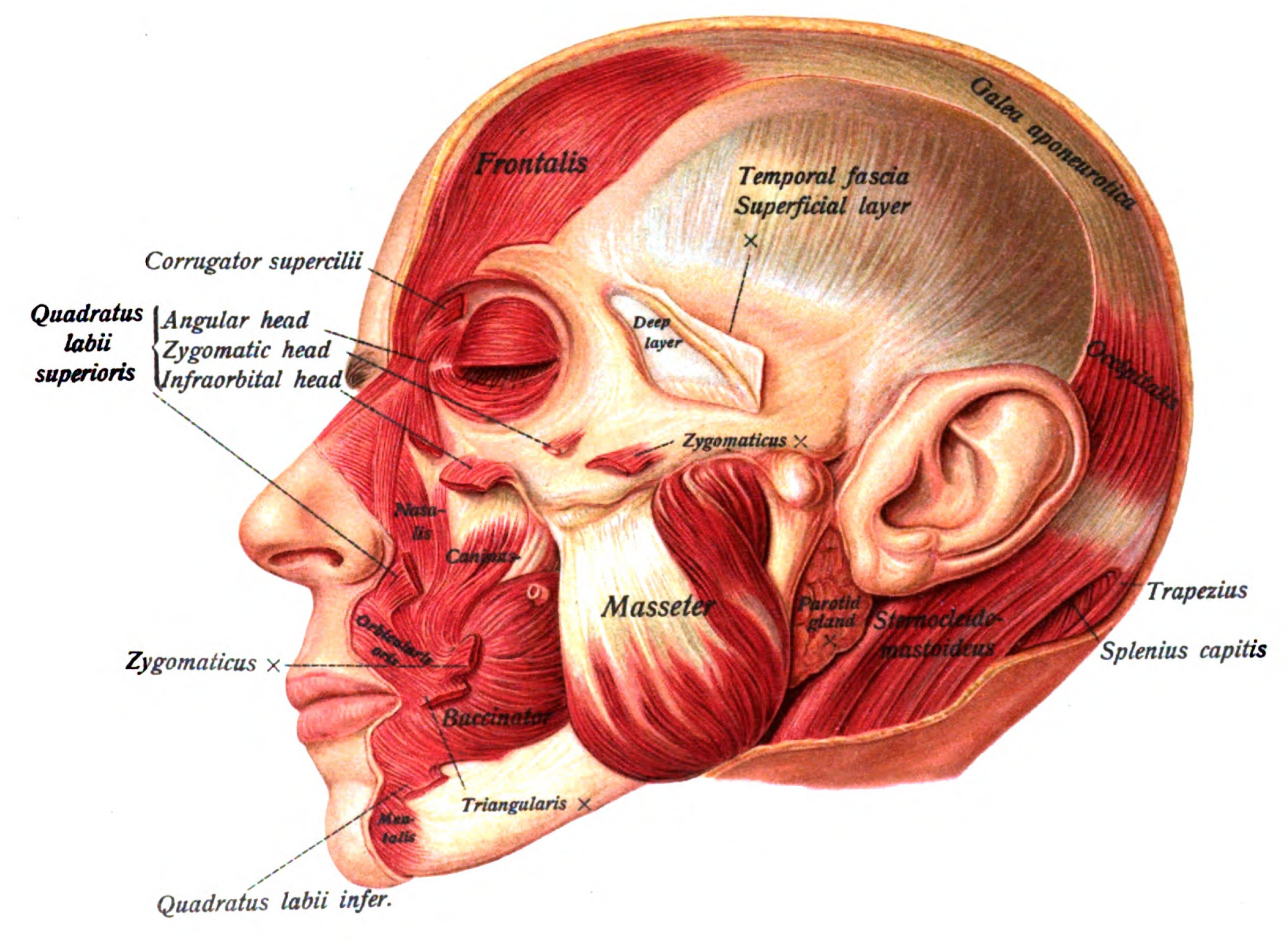